# Illinois
Illinois là một tiểu bang ở Trung Tây Hoa Kỳ, giáp Hồ Michigan ở phía đông bắc, sông Mississippi ở phía tây và sông Wabash và sông Ohio ở phía nam. Illinois là tiểu bang đông dân nhất vùng Trung Tây nước Mỹ và đứng thứ năm toàn liên bang về dân số. Thủ phủ của Illinois là Springfield ở trung tâm tiểu bang, thành phố lớn nhất là Chicago nằm ở phía đông bắc.
Giữa những năm 1300 và 1400, thành phố Cahokia của người da đỏ là thành phố đông dân nhất trên lãnh thổ đất nước Hoa Kỳ sau đó với tổng dân số 40.000 người, trước khi bị thành phố New York vượt qua vào cuối thế kỉ 18. Khoảng 2000 người thổ dân da đỏ và những thợ săn thú người Pháp sống tại Illinois khi cuộc chiến tranh giành độc lập của 13 bang thuộc địa nước Mỹ nổ ra. Trước thế kỉ 19, Illinois vẫn là một vùng đất hoang vu, dân cư thưa thớt. Nhưng bắt đầu từ thập niên 1810, dân cư từ bang Kentucky bắt đầu đổ vào Illinois và những người này chính thức được cấp quyền công dân một tiểu bang mới vào năm 1818. Khu vực đại đô thị tương lai Chicago được thành lập bên bờ con sông Chicago, một trong số ít những cảng tự nhiên ở miền nam bờ hồ Michigan và đóng một vai trò huyết mạch trong giao thông tại vùng Ngũ Đại Hồ. Những phát minh quan trọng trong thập niên 1830 như đường sắt và máy cày đã biến những đồng cỏ của Illinois thành một vùng nông nghiệp trù phú, thu hút dân nhập cư đến từ các nước châu Âu như Đức và Thụy Điển. Nhân dân Illinois đã dành sự ủng hộ rất lớn đối với tổng thống Abraham Lincoln và tướng Ulysses S. Grant (cả hai đều là người Illinois) trong cuộc nội chiến Hoa Kỳ. Từ năm 1900, sự phát triển mạnh mẽ của những thành phố công nghiệp phía bắc tiểu bang cũng như những mỏ khai thác khoáng sản tại miền trung và miền nam đã thu hút thêm dân nhập cư đến từ các nước Đông Âu và Nam Âu. Dòng người da đen di cư lên miền bắc sau cuộc Nội chiến Mỹ cũng góp phần làm nên sự đa dạng chủng tộc tại Illinois và đóng góp cho nền văn hóa tại đây nhạc jazz và nhạc blue, những thể loại âm nhạc ngày nay phổ biến khắp nước Mỹ.
Tiểu bang Illinois còn có tên gọi là "Quê hương của Lincoln" (Land of Lincoln), vị tổng thống đã có công xóa bỏ chế độ nô lệ và giữ vững sự thống nhất nước Mỹ trong thế kỉ 19. Ngoài ra, Illinois còn có tên gọi là "Tiểu bang Đồng cỏ" (The Prairie State).
Đây là nơi sinh của Tổng thống Ronald Reagan (tại Tampico).

## Tên gọi
Có hai giả thuyết về nguồn gốc tên gọi của tiểu bang Illinois. Giải thuyết thứ nhất cho rằng tên gọi này bắt nguồn từ chữ ilenweewa trong tiếng thổ dân Algonquian (hay còn gọi là người Miami-Illinois) có nghĩa là "Anh/cô ấy nói bình thường". Tuy nhiên một giả thuyết khác lại cho rằng tên gọi này bắt nguồn từ tên bộ lạc thổ dân da đỏ Illiniwek một thời từng phát triển thịnh vượng tại vùng đất này. Cái tên Illiniwek có nghĩa là "những con người siêu đẳng" hoặc "con người".

## Địa lý

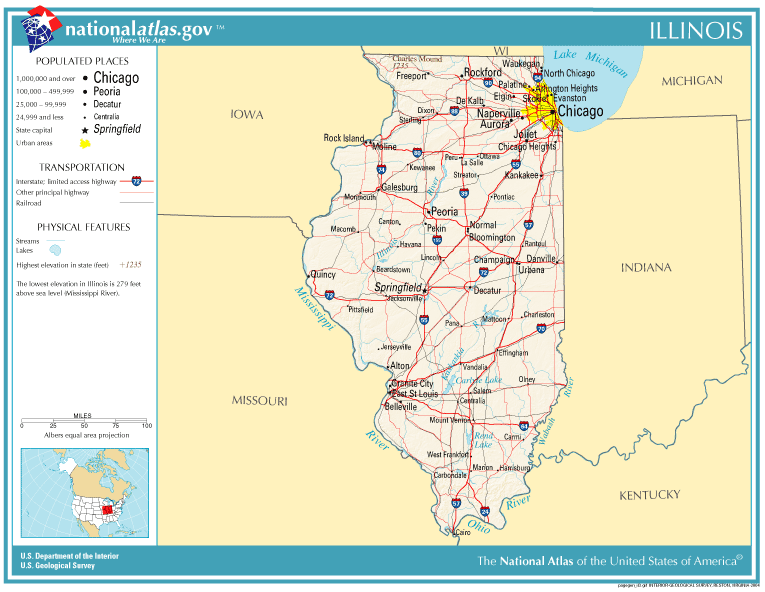
Bản đồ các thành phố và đường sá lớn ở Illinois

Nằm ở phía đông bắc tiểu bang Illinois là hồ Michigan. Illinois giáp với Indiana về phía đông, giáp với Wisconsin về phía bắc. Biên giới với hai tiểu bang Missouri về phia tây nam và Iowa về phis tây bắc là con sông Mississippi. Illinois giáp với Kentucky về phía đông nam qua sông Ohio. Ngoài ra tiểu bang này còn giáp với Michigan nhưng chỉ qua đường biên giới nước trên hồ Michigan.
Mặc dù Illinois nằm hoàn toàn trong khu vực Đồng bằng Trung tâm, nhưng tiểu bang này vẫn được chia làm 3 vùng địa lý với nhiều đặc điểm khác biệt nhau:
- Khu vực Bắc Illinois, hay khu vực đại đô thị Chicago bao gồm thành phố Chicago lớn thứ ba nước Mỹ, các vùng ngoại ô và những khu vực đô thị mở rộng bên cạnh. Theo quy hoạch của chính phủ liên bang, khu vực đại đô thị Chicago bao gồm hầu như toàn bộ vùng tây bắc của tiểu bang Illinois và cả một số quận thuộc hai bang láng giềng là Indiana và Wisconsin. Đây là một khu vực có mật độ dân số cao, được công nghiệp hóa với lối sống đô thị và đồng thời tập trung nhiều chủng tộc khác nhau.
- Đi về phía tây và phía nam là khu vực địa lý thứ hai của Illinois. Đó là khu vực Trung Illinois và được mệnh danh là trái tim của tiểu bang này. Đây là khu vực đặc trưng bởi những thị trấn nhỏ và những thành phố cỡ trung bình. Đây là một vùng nông nghiệp trù phú của Illinois với những ruộng ngô và đậu tương rộng lớn, cho năng suất cao và cũng là nơi tập trung nhiều viện giáo dục và trung tâm nghiên cứu của tiểu bang. Nhiều thành phố quan trọng tập trung tại miền trung Illinois là Peoria (khu vực đại đô thị lớn thứ ba tại Illinois với dân số 370.000 người) và thủ phủ Springfield.
- Khu vực Nam Illinois bao gồm vùng đất phía nam quốc lộ 50 và bao gồm cả khu vực Tiểu Ai Cập (Little Egypt). Khu vực này có một số đặc điểm khác với các khu vực trên ở chỗ có khí hậu ấm áp hơn, về nông nghiệp có ngành canh tác bông từ lâu đời. Là một vùng đất với địa hình tương đối gồ ghề so với những đồng cỏ bằng phẳng ở miền trung, Nam Illinois có thêm một số mỏ dầu, than và khoáng sản quý giá. St. Louis là khu vực đại đô thi lớn thứ hai tại tiểu bang Illinois, với dân số lên đến 600.000 người. Mật độ dân số tại vùng này cao hơn một chút so với Trung Illinois.

Khu vực ngoài đại đô thị Chicago thường được gọi là "Hạ Illinois". Tuy nhiên cư dân ở miền Trung và Nam Illinois coi khu vực của họ là một vùng địa lý và văn hóa riêng biệt nên không sử dụng tên gọi này.

### Khí hậu
Với chiều dài từ bắc đến nam trải dài 640 km và nằm ở vị trí trung tâm lục địa Bắc Mỹ, khí hậu Illinois thay đổi giữa các vùng miền khác nhau. Phần lớn lãnh thổ bang Illinois có khí hậu lục địa ẩm với mùa hè nóng và ẩm còn mùa đông thì lạnh giá. Miền nam Illinois tiếp giáp với khu vực có khí hậu cận nhiệt đới ẩm nên có mùa đông ôn hòa hơn đôi chút. Lượng mưa trung bình của Illinois dao động từ nơi cao nhất là miền nam (1220 mm) đến nơi thấp nhất ở miền bắc là 890 mm. Khu vực thành phố Chicago thường có tuyết rơi dày vào mùa đông với lượng mưa tuyết đo được trung bình là 96 cm, trong khi ở miền nam tiểu bang lượng mưa tuyết thường ít hơn 35 cm.
Nhiệt độ cao nhất ghi được tại Illinois là 47 °C vào ngày 14 tháng 7 năm 1954 tại East St. Louis. Còn nhiệt độ thấp nhất ghi được là -38 °C vòa ngày 5 tháng 1 năm 1999 tại Congerville.
Trung bình hàng năm, Illinois phải chịu khoảng 50 ngày mưa bão, cao hơn so với bình quân toàn nước Mỹ. Illinois là nơi thường xảy ra lốc xoáy, trung bình 35 cơn một năm. Vụ lốc xoáy gây chết người nhiều nhất trong lịch sử nước Mỹ đã xảy ra tại Illinois và hai bang kế cận vào năm 1925 làm cho 695 người chết, trong đó có 613 người sống tại Illinois.

### Các thành phố lớn nhất
Thành phố Chicago là trung tâm kinh tế lớn nhất của tiểu bang Illinois cũng như của miền Trung Tây nước Mỹ. Tuy nhiên thủ phủ của tiểu bang Illinois lại đặt ở thành phố nhỏ Springfield.
| Xếp hạng | Thành phố   | Dân số    | Hình ảnh |  |
| -------- | ----------- | --------- | -------- |  |
| 1        | Chicago     | 2.836.658 |          |  |
| 2        | Aurora      | 170,617   |          |  |
| 3        | Rockford    | 150,138   |          |  |
| 4        | Joliet      | 146,000   |          |  |
| 5        | Naperville  | 142,702   |          |  |
| 6        | Springfield | 116,482   |          |  |
| 7        | Peoria      | 113,107   |          |  |
| 8        | Elgin       | 101,903   |          |  |

## Lịch sử

### Thời kỳ Tiền Colombo

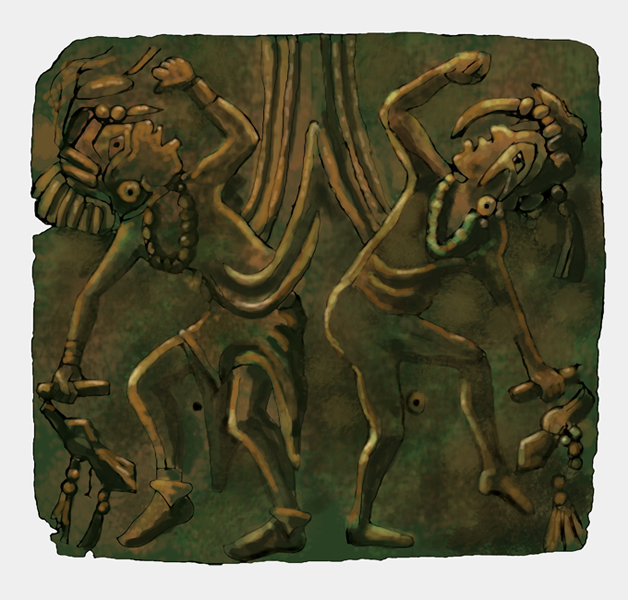
Những họa tiết của nền văn hóa tiền Colombo tại Illinois

Trước khi người châu Âu đến khai phá nước Mỹ, tại Illinois đã từng tồn tại một nền văn hóa với tên gọi Cahokia. Tuy nhiên nền văn minh này đã bị biến mất vào thế kỉ 15 mà không rõ lý do. Những người chủ tiếp theo của Illinois là người Illini, một liên minh chính trị giữa các bộ lạc da đỏ bản địa. Năm 1700, ước tính có khoảng 25.000 người da đỏ Illinois bản địa nhưng những cuộc tấn công của bộ lạc Iroquois đã khiến dân số của người Illini giảm đi nhiều. Thành viên của các bộ lạc Potawatomi, Miami, Sauk cũng đến định cư tại miền đông và miền bắc Illinois.

### Người châu Âu khai phá
Năm 1673, hai nhà thám hiểm người Pháp là Jacques Marquette và Louis Jolliet đã khám phá ra sông Illinois. Năm 1680, người Pháp đã xây dựng đồn lũy đầu tiên của họ tại nơi mà ngày nay là thành phố Peoria. Illinois được duy trì là một lãnh thổ của Đế chế Pháp cho tới tận năm 1763, khi nó bị nhượng lại cho người Anh. Năm 1778, George Rogers Clark tuyên bố vùng Illinois thuộc về Virginia. Năm 1783, Virginia chuyển vùng đất này cho liên bang quản lý và Illinois được sáp nhập vào Lãnh thổ tây bắc.

### Thế kỉ 19

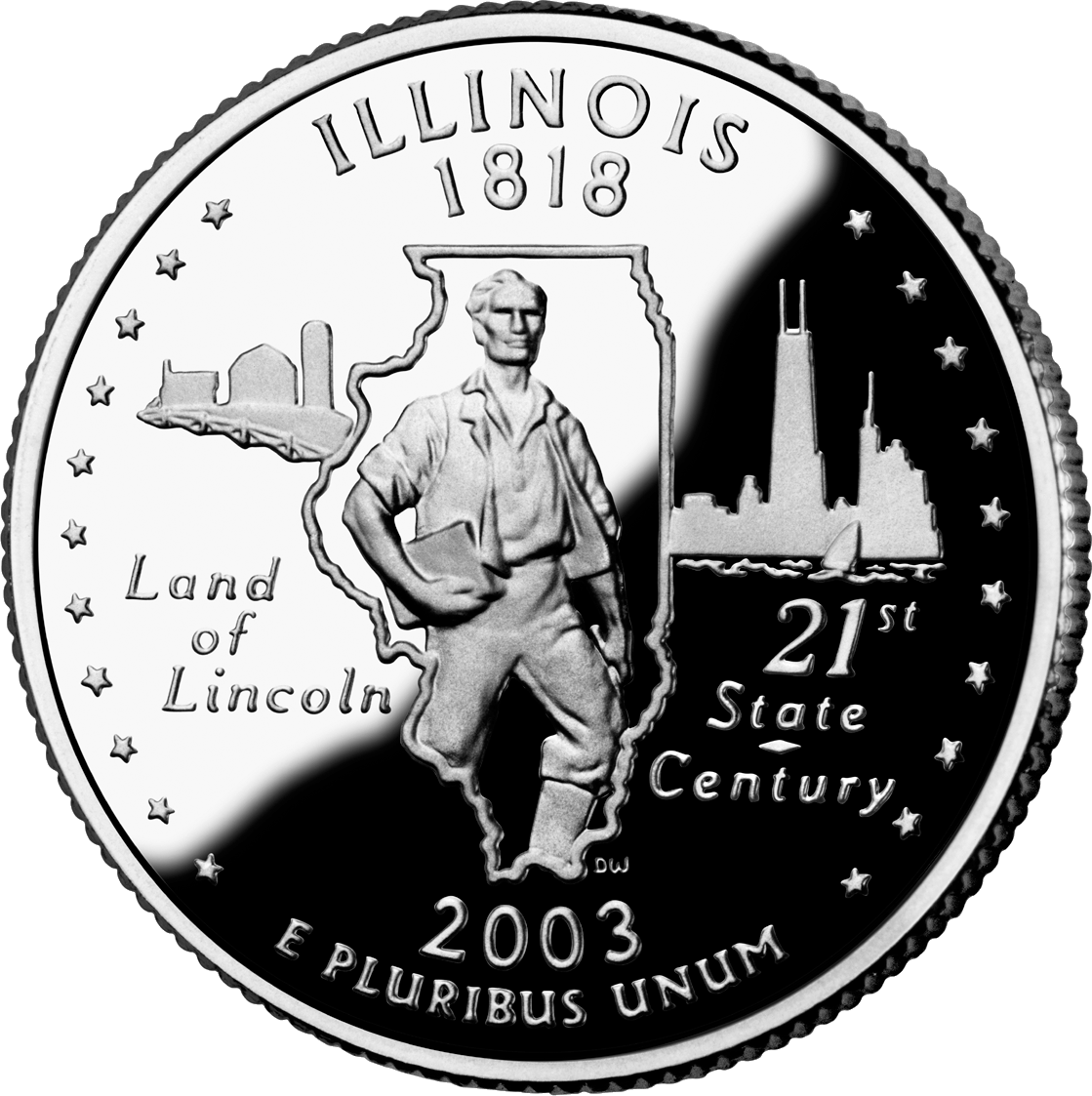
Đồng tiền kỷ niệm Illinois có hình Lincoln

Ngày 3 tháng 2 năm 1809, vùng lãnh thổ Illinois được thành lập với thủ phủ đặt tại thành phố Kaskaskia. Năm 1818, Illinois chính thức được gia nhập Hoa Kỳ và trở thành tiểu bang thứ 21. Một lượng lớn người nhập cư từ Kentucky đã đổ vào tiểu bang mới này. Những thay đổi về địa giới hành chính sau đó đã khiến Illinois mở rộng lên phía bắc để bao gồm cả hải cảng Chicago, nay là thành phố lớn nhất Illinois.
Những cuộc chiến tranh giữa những bộ tộc da đỏ bản địa với người da trắng đến sau vẫn tiếp diễn. Năm 1832, cuộc chiến tranh Diều Hâu Đen (Black Hawk War) bùng nổ tại Illinois và Wisconsin. Quân đội chính phủ Mỹ được cử tới và đã đẩy người da đỏ sang vùng Iowa.
Illinois nổi tiếng với việc chống lại chế độ nô lệ. Ngay từ khi gia nhập liên bang, tiểu bang Illinois đã tuyên bố bãi bỏ chế độ nô lệ. Tổng thống Abraham Lincoln đến từ Illnois là một trong những nhân vật vĩ đại nhất lịch sử nước Mỹ khi ông tuyên bố xóa bỏ chế độ nô lệ và giữ vững sự thống nhất đất nước trước việc các bang theo chế độ nô lệ ở miền Nam đòi ly khai. Trong cuộc nội chiến, đã có 250.000 đàn ông Illinois tham gia vào quân đội của Liên bang, nhiều thứ 4 cả nước.
Sau cuộc nội chiến, nền công nghiệp của Illinois phát triển mạnh mẽ với những ngành như cơ khí, luyện kim, chế biến lương thực thực phẩm... Đây cũng là nơi phong trào công nhân phát triển mạnh nhất nước Mỹ. Ngày 1 tháng 5 năm 1886, cuộc Tổng bãi công của công nhân thành phố Chicago nổ ra đòi ngày làm 8 giờ đã buộc giới chủ phải nhượng bộ. Về sau ngày này được lấy làm ngày Quốc tế lao động.

### Thế kỉ 20
Bước sang thế kỉ 20, kinh tế Illinois tiếp tục phát triển cho đến cuộc Đại khủng hoảng 1929 làm một nửa số công nhân tại Illinois thất nghiệp. "Chính sách mới" của tổng thống Franklin Roosevelt đã góp phần làm ổn định lại nền kinh tế. Khi Chiến tranh thế giới thứ hai nổ ra, nhu cầu chiến trường tăng mạnh đã dẫn đến sự hồi phục của nền kinh tế Illinois. Illinois đã đóng góp rất nhiều sức người và sức của trong hai cuộc thế chiến.
Trong thập niên 1960 và thập niên 1970, kinh tế Illinois bắt đầu có biểu hiện suy thoái. Ngày nay, bên cạnh những ngành công nghiệp truyền thống như luyện kim, cơ khí, chế biến lương thực thực phẩm, Illinois đang nỗ lực xây dựng một nền kinh tế hậu công nghiệp với những ngành công nghệ cao như điện tử, tin học, tài chính...
Năm 1970, Hội nghị Hiến pháp lần thứ 6 được tổ chức nhằm soạn thảo một hiến pháp mới cho tiểu bang Illinois thay thế bản hiến pháp cũ có từ năm 1870. Trận lũ lịch sử tại vùng thượng sông Mississippi năm 1993 đã nhấn chìm nhiều nhà cửa và gây nhiều thiệt hại nghiêm trọng cho tiểu bang này.

## Nhân khẩu

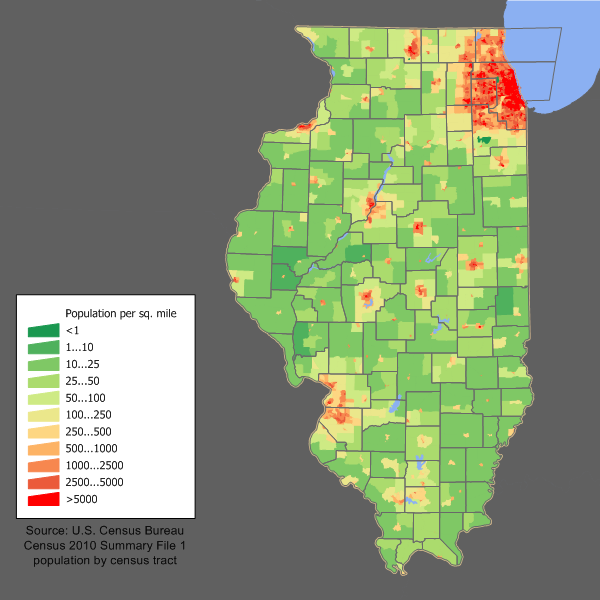
Bản đồ mật độ dân số Illinois

Theo số liệu năm 2006, dân số của Illinois là 12,8 triệu người, đứng hàng thứ 5 nước Mỹ sau California, Texas, New York và Florida. So với năm trước, dân số Illinois tăng thêm 65.000 người. Sự gia tăng dân số tại Illinois bao gồm cả sự gia tăng dân số tự nhiên và quá trình nhập cư của người dân các nơi khác, đặc biệt là người nước ngoài vào tiểu bang này. Thống kê năm 2004 cho biết 13,3% dân số Illinois được sinh ra tại ngoại quốc.
Phân bố chủng tộc của Illinois trong năm 2005 như sau:
- 80,34% người da trắng
- 15,63% người da đen
- 0,62% người da đỏ bản địa
- 4,45% người gốc Á
- 0,11% người các đảo Thái Bình Dương

Trong đó, người Latinh (Hispanic) thuộc mọi sắc tộc trên chiếm tỉ lệ 14,44%.
Có tới gần 30% người Illinois da trắng thừa nhận có nguồn gốc Đức. Cộng đồng người Mỹ gốc Phi tập trung đông nhất tại hai thành phố Chicago và East St. Louis. Người Mỹ và người Mỹ gốc Anh tập trung nhiều ở vùng phía đông nam trong khi vùng đại đô thị Chicago lại có một lượng lớn các sắc dân gốc Ireland, México và Ba Lan. Theo thống kê, có 10,85% dân số Illinois nói tiếng Tây Ban Nha tại nhà, và 1,6% nói tiếng Ba Lan.

### Tôn giáo
Đạo Thiên chúa và Đạo Tin lành là những tôn giáo phổ biến tại Illinois. Cộng đồng người theo Đạo Thiên chúa tập trung chủ yếu quanh khu vực thành phố Chicago và chiếm khoảng 30% dân số, trong khi đó cộng đồng người theo các giáo phái khác nhau của đạo Tin lành chiếm 49%. Thành phố Chicago với sự đa văn hóa của mình cũng là nơi tập trung nhiều tôn giáo của các cộng đồng nhập cư như đạo Hindu, đạo Sikh, đạo Hồi, đạo Do Thái và nhiều tôn giáo khác nữa.

## Kinh tế

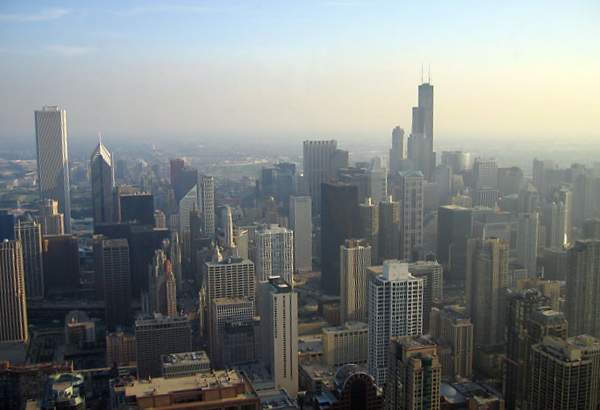
Một góc thành phố Chicago

Với nguồn đất đai màu mỡ, Illinois có một nền nông nghiệp khá phát triển. Các sản phẩm nông nghiệp chủ yếu của Illinois là ngô, đậu tương, lợn, gia cầm, các sản phẩm từ sữa. Illinois là tiểu bang dẫn đầu nước Mỹ về xuất đậu tương, đạt khoảng 500 triệu giạ vào năm 2004. Illinois cũng xếp thứ hai cả nước về sản lượng ngô. Các trường đại học của Illinois cũng đang xúc tiến áp dụng khoa học công nghệ vào nông nghiệp để tạo ra nhiều loại sản phẩm nông nghiệp đa dạng hơn nữa.
Về công nghiệp, Illinois có nhiều lợi thế với những mỏ than, dầu hỏa, khoáng sản trữ lượng lớn ở phía nam, thúc đầy nền công nghiệp Illinois phát triển mạnh. Những ngành công nghiệp truyền thống của Illinois là cơ khí, luyện kim, hóa chất, chế biến lương thực thực phẩm... nhưng ngày nay đang phát triển những ngành công nghệ cao và du lịch. Chicago là trung tâm kinh tế và tài chính lớn nhất tiểu bang.

## Chính trị

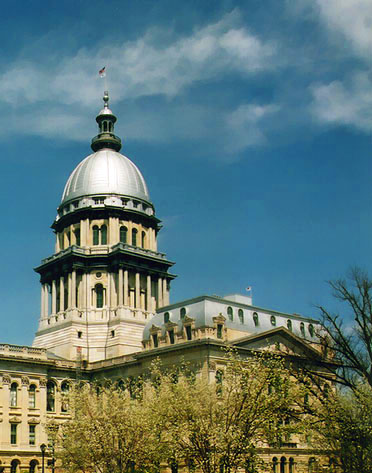
Toà nhà quốc hội Illinois tại Springfield

Chính quyền của tiểu bang Illinois được tổ chức thành ba nhánh là lập pháp, hành pháp và tư pháp. Nhánh tư pháp bao gồm Quốc hội lưỡng viện của Illinois gồm 118 ghế tại hạ viện và 59 ghế tại thượng viện. Đứng đầu nhánh hành pháp là thống đốc Illinois còn đứng đầu nhánh tư pháp là tòa án tối cao.
Suốt chiều dài lịch sử, Illinois là một chiến trường tranh đấu quyết liệt giữa Đảng Cộng hòa và Đảng Dân chủ. Tuy nhiên trong những năm gần đây, Đảng Dân chủ đang có xu hướng chiếm ưu thế tại Illinois, đặc biệt là tại thành phố Chicago và khiến cho Illinois trở thành bang có tỉ lệ ủng hộ Đảng Dân chủ cao nhất tại vùng Trung Tây. Liên tục trong năm kỳ bầu cử tổng thống vừa qua, Illinois đã bầu cho các thượng nghị sĩ của Đảng Dân chủ làm tổng thống.
Illinois đã đóng góp cho nước Mỹ hai vị tổng thống. Đó là Abraham Lincoln (sinh ở Kentucky), người đã có công xóa bỏ chế độ nô lệ và thống nhất nước Mỹ và tướng Ulysses Grant (sinh tại Ohio). Tổng thống Ronald Reagan là người sinh ra ở Illinois nhưng lại tranh cử tại tiểu bang California.
Trong cuộc bầu cử tổng thống Mỹ 2008, cả hai ứng cử viên của Đảng Dân chủ đều có xuất xứ từ Illinois. Thượng nghị sĩ Hillary Clinton sinh tại Illinois nhưng tranh cử với tư cách thượng nghị sĩ bang New York. Còn ứng cử viên Barack Obama sinh tại Honolulu, Hawaii tranh cử với tư cách thượng nghị sĩ bang Illinois. Ông Barack Obama đã làm nên lịch sử khi trở thành vị tổng thống thứ ba của tiểu bang Illinois và cùng là tổng thống da màu đầu tiên của nước Mỹ.